# Антоньо, Дебора
Дебора Антоньо (фр. Déborah Anthonioz, 29 августа, 1978 года, Тонон-ле-Бен, Франция) — французская сноубордистка, выступавшая в сноуборд-кроссе. Серебряный призёр зимних Олимпийских игр 2010 года.
Серебряный призёр общего зачёта Кубка мира в сноуборд-кроссе (2004/05), победительница и призёр этапов Кубка мира и Европы, бронзовый призёр X-Games (2011).

## Биография
Начинала карьеру в горном сноуборде (в эту дисциплину входят параллельный слалом и параллельный гигантский слалом), чемпионка мира среди юниоров в 1996 и 1997 годах. Перед Олимпийскими играми 1998 года получила перелом лодыжки, в результате которого на три года была вынуждена была прервать спортивную карьеру. В это время училась в университетском технологическом институте в Анси.
В 2001 году вернулась к соревнованиям, однако перешла в сноуборд-кросс. В сезонах 2002/2003 и 2004/2005 заняла, соответственно, третье и второе места в общем зачёте Кубка мира по сноуборду в сноуборд-кроссе. Перед Олимпийскими играми 2006 года считалась одним из фаворитов в этой дисциплине, однако незадолго до соревнований получила травму руки, после чего заняла лишь десятое место.
В 2008 году попала в серьёзную аварию, на некоторое время прервав карьеру.
На Олимпийских играх 2010 года завоевала серебряную медаль в сноуборд-кроссе. За это достижение была награждена орденом «За заслуги».
В 2013 году получила новую травму, однако сумела принять участие в Олимпийских играх 2014 года, где заняла 15-е место. После этого завершила спортивную карьеру.